# Victor Capesius
Victor Capesius (ur. 7 listopada 1907 w Reussmarkt, zm. 20 marca 1985 w Göppingen) – zbrodniarz hitlerowski, aptekarz w obozach koncentracyjnych Dachau i Auschwitz-Birkenau oraz SS-Sturmbannführer. 

## Życiorys
W 1931 roku rozpoczął służbę w rumuńskiej armii. W 1933 roku uzyskał tytuł doktora farmacji i w 1934 rozpoczął pracę w rumuńskim oddziale niemieckiego przedsiębiorstwa IG Farben. W 1943 roku Capesius zaczął pełnić służbę w centralnym szpitalu SS w Warszawie, skąd w październiku 1943 roku został przeniesiony do obozu Dachau jako aptekarz. W obozie tym pozostał do lutego 1944 roku i w następnym miesiącu skierowano go do Auschwitz-Birkenau. Tu, jako kierownik apteki SS, brał aktywny udział (między innymi wraz z Josefem Mengele) w selekcjach Żydów na rampie w Brzezince, a także uczestniczył w eksperymentach farmakologicznych na więźniach. Capesius dysponował cyklonem B i wydawał rozkazy zabijania nim w komorach gazowych. Swoją funkcję pełnił do ewakuacji obozu w styczniu 1945 roku.
Po zakończeniu II wojny światowej był początkowo przetrzymywany w obozach dla jeńców wojennych w Dachau i Ludwigsburgu, skąd wypuszczono go w 1946 roku. W październiku roku 1950 Capesius otworzył aptekę w Göppingen. W drugim procesie oświęcimskim został w dniu 20 sierpnia 1965 skazany za swoje zbrodnie na 9 lat pozbawienia wolności. Więzienie opuścił już w 1968. Do końca życia uważał się za osobę niewinną wobec przedstawionych mu zarzutów. 